# 胡薄荷酮
胡薄荷酮（英语：Pulegone），也叫长叶薄荷酮或蒲勒酮，是一种天然存在的有机化合物，从多种植物的精油中提取，例如猫薄荷、辣薄荷和唇萼薄荷。它被归类为单萜。
胡薄荷酮是一种透明无色油状液体，具有类似于薄荷和樟脑的宜人气味。它用于调味剂、香水和芳香疗法。

## 毒理学
据报道，如果大量食用该化学物质，会对老鼠产生毒性。
胡薄荷酮也是一种杀虫剂，是许多薄荷物种中天然存在的三种杀虫剂中最强大的一种。
截至2018年10月，美国食品药品监督管理局撤销了将胡薄荷酮用作食品中合成调味物质的授权，但天然存在的胡薄荷酮可以继续使用。